# Jesper Jespersen
Karl Lorenz Jesper Jespersen (Copenaghen, 1º agosto 1848 – Copenaghen, 7 agosto 1914) è stato un compositore di scacchi danese.
Studiò filosofia e teologia all'università di Copenaghen e fu ordinato pastore della chiesa evangelica. Nel 1886 diventò parroco della chiesa di San Nicola a Svendborg.
Compose circa 3000 problemi, di cui oltre 200 premiati. Collaborò a numerose riviste, tra cui le italiane Nuova Rivista degli scacchi, L'Eco degli Scacchi, Ruy Lopez e la svedese Tidskrift för Schack. Fu il primo membro onorario della società danese Dansk Skak Union.
Sofferente da molti anni di artrite reumatoide, nel 1909 ottenne il congedo dagli impegni di parroco e visse i suoi ultimi anni a Copenaghen.
Scrisse il libro 320 Danske Skakopgaver, saerlig 1872-1902 (ed. Gustaf Lindströms, Stoccolma, 1902), una raccolta di problemi di autori danesi.

## Problemi di esempio
|   | a | b | c | d | e | f | g | h |   |
| 8 | c8 donna del bianco · f8 re del bianco · f7 pedone del nero · b6 pedone del bianco · d6 pedone del nero · d5 pedone del nero · e5 re del nero · g5 pedone del bianco · h5 alfiere del nero · b4 pedone del bianco · d4 torre del bianco · e4 alfiere del bianco · f4 torre del nero · g4 pedone del bianco · b3 pedone del bianco · d3 pedone del nero · g2 cavallo del bianco | c8 donna del bianco · f8 re del bianco · f7 pedone del nero · b6 pedone del bianco · d6 pedone del nero · d5 pedone del nero · e5 re del nero · g5 pedone del bianco · h5 alfiere del nero · b4 pedone del bianco · d4 torre del bianco · e4 alfiere del bianco · f4 torre del nero · g4 pedone del bianco · b3 pedone del bianco · d3 pedone del nero · g2 cavallo del bianco | c8 donna del bianco · f8 re del bianco · f7 pedone del nero · b6 pedone del bianco · d6 pedone del nero · d5 pedone del nero · e5 re del nero · g5 pedone del bianco · h5 alfiere del nero · b4 pedone del bianco · d4 torre del bianco · e4 alfiere del bianco · f4 torre del nero · g4 pedone del bianco · b3 pedone del bianco · d3 pedone del nero · g2 cavallo del bianco | c8 donna del bianco · f8 re del bianco · f7 pedone del nero · b6 pedone del bianco · d6 pedone del nero · d5 pedone del nero · e5 re del nero · g5 pedone del bianco · h5 alfiere del nero · b4 pedone del bianco · d4 torre del bianco · e4 alfiere del bianco · f4 torre del nero · g4 pedone del bianco · b3 pedone del bianco · d3 pedone del nero · g2 cavallo del bianco | c8 donna del bianco · f8 re del bianco · f7 pedone del nero · b6 pedone del bianco · d6 pedone del nero · d5 pedone del nero · e5 re del nero · g5 pedone del bianco · h5 alfiere del nero · b4 pedone del bianco · d4 torre del bianco · e4 alfiere del bianco · f4 torre del nero · g4 pedone del bianco · b3 pedone del bianco · d3 pedone del nero · g2 cavallo del bianco | c8 donna del bianco · f8 re del bianco · f7 pedone del nero · b6 pedone del bianco · d6 pedone del nero · d5 pedone del nero · e5 re del nero · g5 pedone del bianco · h5 alfiere del nero · b4 pedone del bianco · d4 torre del bianco · e4 alfiere del bianco · f4 torre del nero · g4 pedone del bianco · b3 pedone del bianco · d3 pedone del nero · g2 cavallo del bianco | c8 donna del bianco · f8 re del bianco · f7 pedone del nero · b6 pedone del bianco · d6 pedone del nero · d5 pedone del nero · e5 re del nero · g5 pedone del bianco · h5 alfiere del nero · b4 pedone del bianco · d4 torre del bianco · e4 alfiere del bianco · f4 torre del nero · g4 pedone del bianco · b3 pedone del bianco · d3 pedone del nero · g2 cavallo del bianco | c8 donna del bianco · f8 re del bianco · f7 pedone del nero · b6 pedone del bianco · d6 pedone del nero · d5 pedone del nero · e5 re del nero · g5 pedone del bianco · h5 alfiere del nero · b4 pedone del bianco · d4 torre del bianco · e4 alfiere del bianco · f4 torre del nero · g4 pedone del bianco · b3 pedone del bianco · d3 pedone del nero · g2 cavallo del bianco | 8 |
| 7 | c8 donna del bianco · f8 re del bianco · f7 pedone del nero · b6 pedone del bianco · d6 pedone del nero · d5 pedone del nero · e5 re del nero · g5 pedone del bianco · h5 alfiere del nero · b4 pedone del bianco · d4 torre del bianco · e4 alfiere del bianco · f4 torre del nero · g4 pedone del bianco · b3 pedone del bianco · d3 pedone del nero · g2 cavallo del bianco | c8 donna del bianco · f8 re del bianco · f7 pedone del nero · b6 pedone del bianco · d6 pedone del nero · d5 pedone del nero · e5 re del nero · g5 pedone del bianco · h5 alfiere del nero · b4 pedone del bianco · d4 torre del bianco · e4 alfiere del bianco · f4 torre del nero · g4 pedone del bianco · b3 pedone del bianco · d3 pedone del nero · g2 cavallo del bianco | c8 donna del bianco · f8 re del bianco · f7 pedone del nero · b6 pedone del bianco · d6 pedone del nero · d5 pedone del nero · e5 re del nero · g5 pedone del bianco · h5 alfiere del nero · b4 pedone del bianco · d4 torre del bianco · e4 alfiere del bianco · f4 torre del nero · g4 pedone del bianco · b3 pedone del bianco · d3 pedone del nero · g2 cavallo del bianco | c8 donna del bianco · f8 re del bianco · f7 pedone del nero · b6 pedone del bianco · d6 pedone del nero · d5 pedone del nero · e5 re del nero · g5 pedone del bianco · h5 alfiere del nero · b4 pedone del bianco · d4 torre del bianco · e4 alfiere del bianco · f4 torre del nero · g4 pedone del bianco · b3 pedone del bianco · d3 pedone del nero · g2 cavallo del bianco | c8 donna del bianco · f8 re del bianco · f7 pedone del nero · b6 pedone del bianco · d6 pedone del nero · d5 pedone del nero · e5 re del nero · g5 pedone del bianco · h5 alfiere del nero · b4 pedone del bianco · d4 torre del bianco · e4 alfiere del bianco · f4 torre del nero · g4 pedone del bianco · b3 pedone del bianco · d3 pedone del nero · g2 cavallo del bianco | c8 donna del bianco · f8 re del bianco · f7 pedone del nero · b6 pedone del bianco · d6 pedone del nero · d5 pedone del nero · e5 re del nero · g5 pedone del bianco · h5 alfiere del nero · b4 pedone del bianco · d4 torre del bianco · e4 alfiere del bianco · f4 torre del nero · g4 pedone del bianco · b3 pedone del bianco · d3 pedone del nero · g2 cavallo del bianco | c8 donna del bianco · f8 re del bianco · f7 pedone del nero · b6 pedone del bianco · d6 pedone del nero · d5 pedone del nero · e5 re del nero · g5 pedone del bianco · h5 alfiere del nero · b4 pedone del bianco · d4 torre del bianco · e4 alfiere del bianco · f4 torre del nero · g4 pedone del bianco · b3 pedone del bianco · d3 pedone del nero · g2 cavallo del bianco | c8 donna del bianco · f8 re del bianco · f7 pedone del nero · b6 pedone del bianco · d6 pedone del nero · d5 pedone del nero · e5 re del nero · g5 pedone del bianco · h5 alfiere del nero · b4 pedone del bianco · d4 torre del bianco · e4 alfiere del bianco · f4 torre del nero · g4 pedone del bianco · b3 pedone del bianco · d3 pedone del nero · g2 cavallo del bianco | 7 |
| 6 | c8 donna del bianco · f8 re del bianco · f7 pedone del nero · b6 pedone del bianco · d6 pedone del nero · d5 pedone del nero · e5 re del nero · g5 pedone del bianco · h5 alfiere del nero · b4 pedone del bianco · d4 torre del bianco · e4 alfiere del bianco · f4 torre del nero · g4 pedone del bianco · b3 pedone del bianco · d3 pedone del nero · g2 cavallo del bianco | c8 donna del bianco · f8 re del bianco · f7 pedone del nero · b6 pedone del bianco · d6 pedone del nero · d5 pedone del nero · e5 re del nero · g5 pedone del bianco · h5 alfiere del nero · b4 pedone del bianco · d4 torre del bianco · e4 alfiere del bianco · f4 torre del nero · g4 pedone del bianco · b3 pedone del bianco · d3 pedone del nero · g2 cavallo del bianco | c8 donna del bianco · f8 re del bianco · f7 pedone del nero · b6 pedone del bianco · d6 pedone del nero · d5 pedone del nero · e5 re del nero · g5 pedone del bianco · h5 alfiere del nero · b4 pedone del bianco · d4 torre del bianco · e4 alfiere del bianco · f4 torre del nero · g4 pedone del bianco · b3 pedone del bianco · d3 pedone del nero · g2 cavallo del bianco | c8 donna del bianco · f8 re del bianco · f7 pedone del nero · b6 pedone del bianco · d6 pedone del nero · d5 pedone del nero · e5 re del nero · g5 pedone del bianco · h5 alfiere del nero · b4 pedone del bianco · d4 torre del bianco · e4 alfiere del bianco · f4 torre del nero · g4 pedone del bianco · b3 pedone del bianco · d3 pedone del nero · g2 cavallo del bianco | c8 donna del bianco · f8 re del bianco · f7 pedone del nero · b6 pedone del bianco · d6 pedone del nero · d5 pedone del nero · e5 re del nero · g5 pedone del bianco · h5 alfiere del nero · b4 pedone del bianco · d4 torre del bianco · e4 alfiere del bianco · f4 torre del nero · g4 pedone del bianco · b3 pedone del bianco · d3 pedone del nero · g2 cavallo del bianco | c8 donna del bianco · f8 re del bianco · f7 pedone del nero · b6 pedone del bianco · d6 pedone del nero · d5 pedone del nero · e5 re del nero · g5 pedone del bianco · h5 alfiere del nero · b4 pedone del bianco · d4 torre del bianco · e4 alfiere del bianco · f4 torre del nero · g4 pedone del bianco · b3 pedone del bianco · d3 pedone del nero · g2 cavallo del bianco | c8 donna del bianco · f8 re del bianco · f7 pedone del nero · b6 pedone del bianco · d6 pedone del nero · d5 pedone del nero · e5 re del nero · g5 pedone del bianco · h5 alfiere del nero · b4 pedone del bianco · d4 torre del bianco · e4 alfiere del bianco · f4 torre del nero · g4 pedone del bianco · b3 pedone del bianco · d3 pedone del nero · g2 cavallo del bianco | c8 donna del bianco · f8 re del bianco · f7 pedone del nero · b6 pedone del bianco · d6 pedone del nero · d5 pedone del nero · e5 re del nero · g5 pedone del bianco · h5 alfiere del nero · b4 pedone del bianco · d4 torre del bianco · e4 alfiere del bianco · f4 torre del nero · g4 pedone del bianco · b3 pedone del bianco · d3 pedone del nero · g2 cavallo del bianco | 6 |
| 5 | c8 donna del bianco · f8 re del bianco · f7 pedone del nero · b6 pedone del bianco · d6 pedone del nero · d5 pedone del nero · e5 re del nero · g5 pedone del bianco · h5 alfiere del nero · b4 pedone del bianco · d4 torre del bianco · e4 alfiere del bianco · f4 torre del nero · g4 pedone del bianco · b3 pedone del bianco · d3 pedone del nero · g2 cavallo del bianco | c8 donna del bianco · f8 re del bianco · f7 pedone del nero · b6 pedone del bianco · d6 pedone del nero · d5 pedone del nero · e5 re del nero · g5 pedone del bianco · h5 alfiere del nero · b4 pedone del bianco · d4 torre del bianco · e4 alfiere del bianco · f4 torre del nero · g4 pedone del bianco · b3 pedone del bianco · d3 pedone del nero · g2 cavallo del bianco | c8 donna del bianco · f8 re del bianco · f7 pedone del nero · b6 pedone del bianco · d6 pedone del nero · d5 pedone del nero · e5 re del nero · g5 pedone del bianco · h5 alfiere del nero · b4 pedone del bianco · d4 torre del bianco · e4 alfiere del bianco · f4 torre del nero · g4 pedone del bianco · b3 pedone del bianco · d3 pedone del nero · g2 cavallo del bianco | c8 donna del bianco · f8 re del bianco · f7 pedone del nero · b6 pedone del bianco · d6 pedone del nero · d5 pedone del nero · e5 re del nero · g5 pedone del bianco · h5 alfiere del nero · b4 pedone del bianco · d4 torre del bianco · e4 alfiere del bianco · f4 torre del nero · g4 pedone del bianco · b3 pedone del bianco · d3 pedone del nero · g2 cavallo del bianco | c8 donna del bianco · f8 re del bianco · f7 pedone del nero · b6 pedone del bianco · d6 pedone del nero · d5 pedone del nero · e5 re del nero · g5 pedone del bianco · h5 alfiere del nero · b4 pedone del bianco · d4 torre del bianco · e4 alfiere del bianco · f4 torre del nero · g4 pedone del bianco · b3 pedone del bianco · d3 pedone del nero · g2 cavallo del bianco | c8 donna del bianco · f8 re del bianco · f7 pedone del nero · b6 pedone del bianco · d6 pedone del nero · d5 pedone del nero · e5 re del nero · g5 pedone del bianco · h5 alfiere del nero · b4 pedone del bianco · d4 torre del bianco · e4 alfiere del bianco · f4 torre del nero · g4 pedone del bianco · b3 pedone del bianco · d3 pedone del nero · g2 cavallo del bianco | c8 donna del bianco · f8 re del bianco · f7 pedone del nero · b6 pedone del bianco · d6 pedone del nero · d5 pedone del nero · e5 re del nero · g5 pedone del bianco · h5 alfiere del nero · b4 pedone del bianco · d4 torre del bianco · e4 alfiere del bianco · f4 torre del nero · g4 pedone del bianco · b3 pedone del bianco · d3 pedone del nero · g2 cavallo del bianco | c8 donna del bianco · f8 re del bianco · f7 pedone del nero · b6 pedone del bianco · d6 pedone del nero · d5 pedone del nero · e5 re del nero · g5 pedone del bianco · h5 alfiere del nero · b4 pedone del bianco · d4 torre del bianco · e4 alfiere del bianco · f4 torre del nero · g4 pedone del bianco · b3 pedone del bianco · d3 pedone del nero · g2 cavallo del bianco | 5 |
| 4 | c8 donna del bianco · f8 re del bianco · f7 pedone del nero · b6 pedone del bianco · d6 pedone del nero · d5 pedone del nero · e5 re del nero · g5 pedone del bianco · h5 alfiere del nero · b4 pedone del bianco · d4 torre del bianco · e4 alfiere del bianco · f4 torre del nero · g4 pedone del bianco · b3 pedone del bianco · d3 pedone del nero · g2 cavallo del bianco | c8 donna del bianco · f8 re del bianco · f7 pedone del nero · b6 pedone del bianco · d6 pedone del nero · d5 pedone del nero · e5 re del nero · g5 pedone del bianco · h5 alfiere del nero · b4 pedone del bianco · d4 torre del bianco · e4 alfiere del bianco · f4 torre del nero · g4 pedone del bianco · b3 pedone del bianco · d3 pedone del nero · g2 cavallo del bianco | c8 donna del bianco · f8 re del bianco · f7 pedone del nero · b6 pedone del bianco · d6 pedone del nero · d5 pedone del nero · e5 re del nero · g5 pedone del bianco · h5 alfiere del nero · b4 pedone del bianco · d4 torre del bianco · e4 alfiere del bianco · f4 torre del nero · g4 pedone del bianco · b3 pedone del bianco · d3 pedone del nero · g2 cavallo del bianco | c8 donna del bianco · f8 re del bianco · f7 pedone del nero · b6 pedone del bianco · d6 pedone del nero · d5 pedone del nero · e5 re del nero · g5 pedone del bianco · h5 alfiere del nero · b4 pedone del bianco · d4 torre del bianco · e4 alfiere del bianco · f4 torre del nero · g4 pedone del bianco · b3 pedone del bianco · d3 pedone del nero · g2 cavallo del bianco | c8 donna del bianco · f8 re del bianco · f7 pedone del nero · b6 pedone del bianco · d6 pedone del nero · d5 pedone del nero · e5 re del nero · g5 pedone del bianco · h5 alfiere del nero · b4 pedone del bianco · d4 torre del bianco · e4 alfiere del bianco · f4 torre del nero · g4 pedone del bianco · b3 pedone del bianco · d3 pedone del nero · g2 cavallo del bianco | c8 donna del bianco · f8 re del bianco · f7 pedone del nero · b6 pedone del bianco · d6 pedone del nero · d5 pedone del nero · e5 re del nero · g5 pedone del bianco · h5 alfiere del nero · b4 pedone del bianco · d4 torre del bianco · e4 alfiere del bianco · f4 torre del nero · g4 pedone del bianco · b3 pedone del bianco · d3 pedone del nero · g2 cavallo del bianco | c8 donna del bianco · f8 re del bianco · f7 pedone del nero · b6 pedone del bianco · d6 pedone del nero · d5 pedone del nero · e5 re del nero · g5 pedone del bianco · h5 alfiere del nero · b4 pedone del bianco · d4 torre del bianco · e4 alfiere del bianco · f4 torre del nero · g4 pedone del bianco · b3 pedone del bianco · d3 pedone del nero · g2 cavallo del bianco | c8 donna del bianco · f8 re del bianco · f7 pedone del nero · b6 pedone del bianco · d6 pedone del nero · d5 pedone del nero · e5 re del nero · g5 pedone del bianco · h5 alfiere del nero · b4 pedone del bianco · d4 torre del bianco · e4 alfiere del bianco · f4 torre del nero · g4 pedone del bianco · b3 pedone del bianco · d3 pedone del nero · g2 cavallo del bianco | 4 |
| 3 | c8 donna del bianco · f8 re del bianco · f7 pedone del nero · b6 pedone del bianco · d6 pedone del nero · d5 pedone del nero · e5 re del nero · g5 pedone del bianco · h5 alfiere del nero · b4 pedone del bianco · d4 torre del bianco · e4 alfiere del bianco · f4 torre del nero · g4 pedone del bianco · b3 pedone del bianco · d3 pedone del nero · g2 cavallo del bianco | c8 donna del bianco · f8 re del bianco · f7 pedone del nero · b6 pedone del bianco · d6 pedone del nero · d5 pedone del nero · e5 re del nero · g5 pedone del bianco · h5 alfiere del nero · b4 pedone del bianco · d4 torre del bianco · e4 alfiere del bianco · f4 torre del nero · g4 pedone del bianco · b3 pedone del bianco · d3 pedone del nero · g2 cavallo del bianco | c8 donna del bianco · f8 re del bianco · f7 pedone del nero · b6 pedone del bianco · d6 pedone del nero · d5 pedone del nero · e5 re del nero · g5 pedone del bianco · h5 alfiere del nero · b4 pedone del bianco · d4 torre del bianco · e4 alfiere del bianco · f4 torre del nero · g4 pedone del bianco · b3 pedone del bianco · d3 pedone del nero · g2 cavallo del bianco | c8 donna del bianco · f8 re del bianco · f7 pedone del nero · b6 pedone del bianco · d6 pedone del nero · d5 pedone del nero · e5 re del nero · g5 pedone del bianco · h5 alfiere del nero · b4 pedone del bianco · d4 torre del bianco · e4 alfiere del bianco · f4 torre del nero · g4 pedone del bianco · b3 pedone del bianco · d3 pedone del nero · g2 cavallo del bianco | c8 donna del bianco · f8 re del bianco · f7 pedone del nero · b6 pedone del bianco · d6 pedone del nero · d5 pedone del nero · e5 re del nero · g5 pedone del bianco · h5 alfiere del nero · b4 pedone del bianco · d4 torre del bianco · e4 alfiere del bianco · f4 torre del nero · g4 pedone del bianco · b3 pedone del bianco · d3 pedone del nero · g2 cavallo del bianco | c8 donna del bianco · f8 re del bianco · f7 pedone del nero · b6 pedone del bianco · d6 pedone del nero · d5 pedone del nero · e5 re del nero · g5 pedone del bianco · h5 alfiere del nero · b4 pedone del bianco · d4 torre del bianco · e4 alfiere del bianco · f4 torre del nero · g4 pedone del bianco · b3 pedone del bianco · d3 pedone del nero · g2 cavallo del bianco | c8 donna del bianco · f8 re del bianco · f7 pedone del nero · b6 pedone del bianco · d6 pedone del nero · d5 pedone del nero · e5 re del nero · g5 pedone del bianco · h5 alfiere del nero · b4 pedone del bianco · d4 torre del bianco · e4 alfiere del bianco · f4 torre del nero · g4 pedone del bianco · b3 pedone del bianco · d3 pedone del nero · g2 cavallo del bianco | c8 donna del bianco · f8 re del bianco · f7 pedone del nero · b6 pedone del bianco · d6 pedone del nero · d5 pedone del nero · e5 re del nero · g5 pedone del bianco · h5 alfiere del nero · b4 pedone del bianco · d4 torre del bianco · e4 alfiere del bianco · f4 torre del nero · g4 pedone del bianco · b3 pedone del bianco · d3 pedone del nero · g2 cavallo del bianco | 3 |
| 2 | c8 donna del bianco · f8 re del bianco · f7 pedone del nero · b6 pedone del bianco · d6 pedone del nero · d5 pedone del nero · e5 re del nero · g5 pedone del bianco · h5 alfiere del nero · b4 pedone del bianco · d4 torre del bianco · e4 alfiere del bianco · f4 torre del nero · g4 pedone del bianco · b3 pedone del bianco · d3 pedone del nero · g2 cavallo del bianco | c8 donna del bianco · f8 re del bianco · f7 pedone del nero · b6 pedone del bianco · d6 pedone del nero · d5 pedone del nero · e5 re del nero · g5 pedone del bianco · h5 alfiere del nero · b4 pedone del bianco · d4 torre del bianco · e4 alfiere del bianco · f4 torre del nero · g4 pedone del bianco · b3 pedone del bianco · d3 pedone del nero · g2 cavallo del bianco | c8 donna del bianco · f8 re del bianco · f7 pedone del nero · b6 pedone del bianco · d6 pedone del nero · d5 pedone del nero · e5 re del nero · g5 pedone del bianco · h5 alfiere del nero · b4 pedone del bianco · d4 torre del bianco · e4 alfiere del bianco · f4 torre del nero · g4 pedone del bianco · b3 pedone del bianco · d3 pedone del nero · g2 cavallo del bianco | c8 donna del bianco · f8 re del bianco · f7 pedone del nero · b6 pedone del bianco · d6 pedone del nero · d5 pedone del nero · e5 re del nero · g5 pedone del bianco · h5 alfiere del nero · b4 pedone del bianco · d4 torre del bianco · e4 alfiere del bianco · f4 torre del nero · g4 pedone del bianco · b3 pedone del bianco · d3 pedone del nero · g2 cavallo del bianco | c8 donna del bianco · f8 re del bianco · f7 pedone del nero · b6 pedone del bianco · d6 pedone del nero · d5 pedone del nero · e5 re del nero · g5 pedone del bianco · h5 alfiere del nero · b4 pedone del bianco · d4 torre del bianco · e4 alfiere del bianco · f4 torre del nero · g4 pedone del bianco · b3 pedone del bianco · d3 pedone del nero · g2 cavallo del bianco | c8 donna del bianco · f8 re del bianco · f7 pedone del nero · b6 pedone del bianco · d6 pedone del nero · d5 pedone del nero · e5 re del nero · g5 pedone del bianco · h5 alfiere del nero · b4 pedone del bianco · d4 torre del bianco · e4 alfiere del bianco · f4 torre del nero · g4 pedone del bianco · b3 pedone del bianco · d3 pedone del nero · g2 cavallo del bianco | c8 donna del bianco · f8 re del bianco · f7 pedone del nero · b6 pedone del bianco · d6 pedone del nero · d5 pedone del nero · e5 re del nero · g5 pedone del bianco · h5 alfiere del nero · b4 pedone del bianco · d4 torre del bianco · e4 alfiere del bianco · f4 torre del nero · g4 pedone del bianco · b3 pedone del bianco · d3 pedone del nero · g2 cavallo del bianco | c8 donna del bianco · f8 re del bianco · f7 pedone del nero · b6 pedone del bianco · d6 pedone del nero · d5 pedone del nero · e5 re del nero · g5 pedone del bianco · h5 alfiere del nero · b4 pedone del bianco · d4 torre del bianco · e4 alfiere del bianco · f4 torre del nero · g4 pedone del bianco · b3 pedone del bianco · d3 pedone del nero · g2 cavallo del bianco | 2 |
| 1 | c8 donna del bianco · f8 re del bianco · f7 pedone del nero · b6 pedone del bianco · d6 pedone del nero · d5 pedone del nero · e5 re del nero · g5 pedone del bianco · h5 alfiere del nero · b4 pedone del bianco · d4 torre del bianco · e4 alfiere del bianco · f4 torre del nero · g4 pedone del bianco · b3 pedone del bianco · d3 pedone del nero · g2 cavallo del bianco | c8 donna del bianco · f8 re del bianco · f7 pedone del nero · b6 pedone del bianco · d6 pedone del nero · d5 pedone del nero · e5 re del nero · g5 pedone del bianco · h5 alfiere del nero · b4 pedone del bianco · d4 torre del bianco · e4 alfiere del bianco · f4 torre del nero · g4 pedone del bianco · b3 pedone del bianco · d3 pedone del nero · g2 cavallo del bianco | c8 donna del bianco · f8 re del bianco · f7 pedone del nero · b6 pedone del bianco · d6 pedone del nero · d5 pedone del nero · e5 re del nero · g5 pedone del bianco · h5 alfiere del nero · b4 pedone del bianco · d4 torre del bianco · e4 alfiere del bianco · f4 torre del nero · g4 pedone del bianco · b3 pedone del bianco · d3 pedone del nero · g2 cavallo del bianco | c8 donna del bianco · f8 re del bianco · f7 pedone del nero · b6 pedone del bianco · d6 pedone del nero · d5 pedone del nero · e5 re del nero · g5 pedone del bianco · h5 alfiere del nero · b4 pedone del bianco · d4 torre del bianco · e4 alfiere del bianco · f4 torre del nero · g4 pedone del bianco · b3 pedone del bianco · d3 pedone del nero · g2 cavallo del bianco | c8 donna del bianco · f8 re del bianco · f7 pedone del nero · b6 pedone del bianco · d6 pedone del nero · d5 pedone del nero · e5 re del nero · g5 pedone del bianco · h5 alfiere del nero · b4 pedone del bianco · d4 torre del bianco · e4 alfiere del bianco · f4 torre del nero · g4 pedone del bianco · b3 pedone del bianco · d3 pedone del nero · g2 cavallo del bianco | c8 donna del bianco · f8 re del bianco · f7 pedone del nero · b6 pedone del bianco · d6 pedone del nero · d5 pedone del nero · e5 re del nero · g5 pedone del bianco · h5 alfiere del nero · b4 pedone del bianco · d4 torre del bianco · e4 alfiere del bianco · f4 torre del nero · g4 pedone del bianco · b3 pedone del bianco · d3 pedone del nero · g2 cavallo del bianco | c8 donna del bianco · f8 re del bianco · f7 pedone del nero · b6 pedone del bianco · d6 pedone del nero · d5 pedone del nero · e5 re del nero · g5 pedone del bianco · h5 alfiere del nero · b4 pedone del bianco · d4 torre del bianco · e4 alfiere del bianco · f4 torre del nero · g4 pedone del bianco · b3 pedone del bianco · d3 pedone del nero · g2 cavallo del bianco | c8 donna del bianco · f8 re del bianco · f7 pedone del nero · b6 pedone del bianco · d6 pedone del nero · d5 pedone del nero · e5 re del nero · g5 pedone del bianco · h5 alfiere del nero · b4 pedone del bianco · d4 torre del bianco · e4 alfiere del bianco · f4 torre del nero · g4 pedone del bianco · b3 pedone del bianco · d3 pedone del nero · g2 cavallo del bianco | 1 |
|   | a | b | c | d | e | f | g | h |   |

Soluzione:
1. Da6!  (min. 2. Txd5+ Re6 3. De8#)
1. ...Rxd4  2. Dxd3+  Re5  3. Dxd5#

1. ...Txe4  2. Da8! ∼  3. Dxd5/e8/a1#

1. ...dxe4  2. Dc4 ∼  3. Dd5#

|   | a | b | c | d | e | f | g | h |   |
| 8 | c8 re del nero · h8 torre del nero · b7 pedone del nero · d7 pedone del nero · d6 alfiere del bianco · e6 cavallo del bianco · a5 pedone del nero · b5 donna del bianco · c5 pedone del bianco · a4 torre del nero · b4 pedone del bianco · h4 alfiere del nero · d3 alfiere del bianco · g3 torre del bianco · f2 cavallo del nero · g2 re del bianco | c8 re del nero · h8 torre del nero · b7 pedone del nero · d7 pedone del nero · d6 alfiere del bianco · e6 cavallo del bianco · a5 pedone del nero · b5 donna del bianco · c5 pedone del bianco · a4 torre del nero · b4 pedone del bianco · h4 alfiere del nero · d3 alfiere del bianco · g3 torre del bianco · f2 cavallo del nero · g2 re del bianco | c8 re del nero · h8 torre del nero · b7 pedone del nero · d7 pedone del nero · d6 alfiere del bianco · e6 cavallo del bianco · a5 pedone del nero · b5 donna del bianco · c5 pedone del bianco · a4 torre del nero · b4 pedone del bianco · h4 alfiere del nero · d3 alfiere del bianco · g3 torre del bianco · f2 cavallo del nero · g2 re del bianco | c8 re del nero · h8 torre del nero · b7 pedone del nero · d7 pedone del nero · d6 alfiere del bianco · e6 cavallo del bianco · a5 pedone del nero · b5 donna del bianco · c5 pedone del bianco · a4 torre del nero · b4 pedone del bianco · h4 alfiere del nero · d3 alfiere del bianco · g3 torre del bianco · f2 cavallo del nero · g2 re del bianco | c8 re del nero · h8 torre del nero · b7 pedone del nero · d7 pedone del nero · d6 alfiere del bianco · e6 cavallo del bianco · a5 pedone del nero · b5 donna del bianco · c5 pedone del bianco · a4 torre del nero · b4 pedone del bianco · h4 alfiere del nero · d3 alfiere del bianco · g3 torre del bianco · f2 cavallo del nero · g2 re del bianco | c8 re del nero · h8 torre del nero · b7 pedone del nero · d7 pedone del nero · d6 alfiere del bianco · e6 cavallo del bianco · a5 pedone del nero · b5 donna del bianco · c5 pedone del bianco · a4 torre del nero · b4 pedone del bianco · h4 alfiere del nero · d3 alfiere del bianco · g3 torre del bianco · f2 cavallo del nero · g2 re del bianco | c8 re del nero · h8 torre del nero · b7 pedone del nero · d7 pedone del nero · d6 alfiere del bianco · e6 cavallo del bianco · a5 pedone del nero · b5 donna del bianco · c5 pedone del bianco · a4 torre del nero · b4 pedone del bianco · h4 alfiere del nero · d3 alfiere del bianco · g3 torre del bianco · f2 cavallo del nero · g2 re del bianco | c8 re del nero · h8 torre del nero · b7 pedone del nero · d7 pedone del nero · d6 alfiere del bianco · e6 cavallo del bianco · a5 pedone del nero · b5 donna del bianco · c5 pedone del bianco · a4 torre del nero · b4 pedone del bianco · h4 alfiere del nero · d3 alfiere del bianco · g3 torre del bianco · f2 cavallo del nero · g2 re del bianco | 8 |
| 7 | c8 re del nero · h8 torre del nero · b7 pedone del nero · d7 pedone del nero · d6 alfiere del bianco · e6 cavallo del bianco · a5 pedone del nero · b5 donna del bianco · c5 pedone del bianco · a4 torre del nero · b4 pedone del bianco · h4 alfiere del nero · d3 alfiere del bianco · g3 torre del bianco · f2 cavallo del nero · g2 re del bianco | c8 re del nero · h8 torre del nero · b7 pedone del nero · d7 pedone del nero · d6 alfiere del bianco · e6 cavallo del bianco · a5 pedone del nero · b5 donna del bianco · c5 pedone del bianco · a4 torre del nero · b4 pedone del bianco · h4 alfiere del nero · d3 alfiere del bianco · g3 torre del bianco · f2 cavallo del nero · g2 re del bianco | c8 re del nero · h8 torre del nero · b7 pedone del nero · d7 pedone del nero · d6 alfiere del bianco · e6 cavallo del bianco · a5 pedone del nero · b5 donna del bianco · c5 pedone del bianco · a4 torre del nero · b4 pedone del bianco · h4 alfiere del nero · d3 alfiere del bianco · g3 torre del bianco · f2 cavallo del nero · g2 re del bianco | c8 re del nero · h8 torre del nero · b7 pedone del nero · d7 pedone del nero · d6 alfiere del bianco · e6 cavallo del bianco · a5 pedone del nero · b5 donna del bianco · c5 pedone del bianco · a4 torre del nero · b4 pedone del bianco · h4 alfiere del nero · d3 alfiere del bianco · g3 torre del bianco · f2 cavallo del nero · g2 re del bianco | c8 re del nero · h8 torre del nero · b7 pedone del nero · d7 pedone del nero · d6 alfiere del bianco · e6 cavallo del bianco · a5 pedone del nero · b5 donna del bianco · c5 pedone del bianco · a4 torre del nero · b4 pedone del bianco · h4 alfiere del nero · d3 alfiere del bianco · g3 torre del bianco · f2 cavallo del nero · g2 re del bianco | c8 re del nero · h8 torre del nero · b7 pedone del nero · d7 pedone del nero · d6 alfiere del bianco · e6 cavallo del bianco · a5 pedone del nero · b5 donna del bianco · c5 pedone del bianco · a4 torre del nero · b4 pedone del bianco · h4 alfiere del nero · d3 alfiere del bianco · g3 torre del bianco · f2 cavallo del nero · g2 re del bianco | c8 re del nero · h8 torre del nero · b7 pedone del nero · d7 pedone del nero · d6 alfiere del bianco · e6 cavallo del bianco · a5 pedone del nero · b5 donna del bianco · c5 pedone del bianco · a4 torre del nero · b4 pedone del bianco · h4 alfiere del nero · d3 alfiere del bianco · g3 torre del bianco · f2 cavallo del nero · g2 re del bianco | c8 re del nero · h8 torre del nero · b7 pedone del nero · d7 pedone del nero · d6 alfiere del bianco · e6 cavallo del bianco · a5 pedone del nero · b5 donna del bianco · c5 pedone del bianco · a4 torre del nero · b4 pedone del bianco · h4 alfiere del nero · d3 alfiere del bianco · g3 torre del bianco · f2 cavallo del nero · g2 re del bianco | 7 |
| 6 | c8 re del nero · h8 torre del nero · b7 pedone del nero · d7 pedone del nero · d6 alfiere del bianco · e6 cavallo del bianco · a5 pedone del nero · b5 donna del bianco · c5 pedone del bianco · a4 torre del nero · b4 pedone del bianco · h4 alfiere del nero · d3 alfiere del bianco · g3 torre del bianco · f2 cavallo del nero · g2 re del bianco | c8 re del nero · h8 torre del nero · b7 pedone del nero · d7 pedone del nero · d6 alfiere del bianco · e6 cavallo del bianco · a5 pedone del nero · b5 donna del bianco · c5 pedone del bianco · a4 torre del nero · b4 pedone del bianco · h4 alfiere del nero · d3 alfiere del bianco · g3 torre del bianco · f2 cavallo del nero · g2 re del bianco | c8 re del nero · h8 torre del nero · b7 pedone del nero · d7 pedone del nero · d6 alfiere del bianco · e6 cavallo del bianco · a5 pedone del nero · b5 donna del bianco · c5 pedone del bianco · a4 torre del nero · b4 pedone del bianco · h4 alfiere del nero · d3 alfiere del bianco · g3 torre del bianco · f2 cavallo del nero · g2 re del bianco | c8 re del nero · h8 torre del nero · b7 pedone del nero · d7 pedone del nero · d6 alfiere del bianco · e6 cavallo del bianco · a5 pedone del nero · b5 donna del bianco · c5 pedone del bianco · a4 torre del nero · b4 pedone del bianco · h4 alfiere del nero · d3 alfiere del bianco · g3 torre del bianco · f2 cavallo del nero · g2 re del bianco | c8 re del nero · h8 torre del nero · b7 pedone del nero · d7 pedone del nero · d6 alfiere del bianco · e6 cavallo del bianco · a5 pedone del nero · b5 donna del bianco · c5 pedone del bianco · a4 torre del nero · b4 pedone del bianco · h4 alfiere del nero · d3 alfiere del bianco · g3 torre del bianco · f2 cavallo del nero · g2 re del bianco | c8 re del nero · h8 torre del nero · b7 pedone del nero · d7 pedone del nero · d6 alfiere del bianco · e6 cavallo del bianco · a5 pedone del nero · b5 donna del bianco · c5 pedone del bianco · a4 torre del nero · b4 pedone del bianco · h4 alfiere del nero · d3 alfiere del bianco · g3 torre del bianco · f2 cavallo del nero · g2 re del bianco | c8 re del nero · h8 torre del nero · b7 pedone del nero · d7 pedone del nero · d6 alfiere del bianco · e6 cavallo del bianco · a5 pedone del nero · b5 donna del bianco · c5 pedone del bianco · a4 torre del nero · b4 pedone del bianco · h4 alfiere del nero · d3 alfiere del bianco · g3 torre del bianco · f2 cavallo del nero · g2 re del bianco | c8 re del nero · h8 torre del nero · b7 pedone del nero · d7 pedone del nero · d6 alfiere del bianco · e6 cavallo del bianco · a5 pedone del nero · b5 donna del bianco · c5 pedone del bianco · a4 torre del nero · b4 pedone del bianco · h4 alfiere del nero · d3 alfiere del bianco · g3 torre del bianco · f2 cavallo del nero · g2 re del bianco | 6 |
| 5 | c8 re del nero · h8 torre del nero · b7 pedone del nero · d7 pedone del nero · d6 alfiere del bianco · e6 cavallo del bianco · a5 pedone del nero · b5 donna del bianco · c5 pedone del bianco · a4 torre del nero · b4 pedone del bianco · h4 alfiere del nero · d3 alfiere del bianco · g3 torre del bianco · f2 cavallo del nero · g2 re del bianco | c8 re del nero · h8 torre del nero · b7 pedone del nero · d7 pedone del nero · d6 alfiere del bianco · e6 cavallo del bianco · a5 pedone del nero · b5 donna del bianco · c5 pedone del bianco · a4 torre del nero · b4 pedone del bianco · h4 alfiere del nero · d3 alfiere del bianco · g3 torre del bianco · f2 cavallo del nero · g2 re del bianco | c8 re del nero · h8 torre del nero · b7 pedone del nero · d7 pedone del nero · d6 alfiere del bianco · e6 cavallo del bianco · a5 pedone del nero · b5 donna del bianco · c5 pedone del bianco · a4 torre del nero · b4 pedone del bianco · h4 alfiere del nero · d3 alfiere del bianco · g3 torre del bianco · f2 cavallo del nero · g2 re del bianco | c8 re del nero · h8 torre del nero · b7 pedone del nero · d7 pedone del nero · d6 alfiere del bianco · e6 cavallo del bianco · a5 pedone del nero · b5 donna del bianco · c5 pedone del bianco · a4 torre del nero · b4 pedone del bianco · h4 alfiere del nero · d3 alfiere del bianco · g3 torre del bianco · f2 cavallo del nero · g2 re del bianco | c8 re del nero · h8 torre del nero · b7 pedone del nero · d7 pedone del nero · d6 alfiere del bianco · e6 cavallo del bianco · a5 pedone del nero · b5 donna del bianco · c5 pedone del bianco · a4 torre del nero · b4 pedone del bianco · h4 alfiere del nero · d3 alfiere del bianco · g3 torre del bianco · f2 cavallo del nero · g2 re del bianco | c8 re del nero · h8 torre del nero · b7 pedone del nero · d7 pedone del nero · d6 alfiere del bianco · e6 cavallo del bianco · a5 pedone del nero · b5 donna del bianco · c5 pedone del bianco · a4 torre del nero · b4 pedone del bianco · h4 alfiere del nero · d3 alfiere del bianco · g3 torre del bianco · f2 cavallo del nero · g2 re del bianco | c8 re del nero · h8 torre del nero · b7 pedone del nero · d7 pedone del nero · d6 alfiere del bianco · e6 cavallo del bianco · a5 pedone del nero · b5 donna del bianco · c5 pedone del bianco · a4 torre del nero · b4 pedone del bianco · h4 alfiere del nero · d3 alfiere del bianco · g3 torre del bianco · f2 cavallo del nero · g2 re del bianco | c8 re del nero · h8 torre del nero · b7 pedone del nero · d7 pedone del nero · d6 alfiere del bianco · e6 cavallo del bianco · a5 pedone del nero · b5 donna del bianco · c5 pedone del bianco · a4 torre del nero · b4 pedone del bianco · h4 alfiere del nero · d3 alfiere del bianco · g3 torre del bianco · f2 cavallo del nero · g2 re del bianco | 5 |
| 4 | c8 re del nero · h8 torre del nero · b7 pedone del nero · d7 pedone del nero · d6 alfiere del bianco · e6 cavallo del bianco · a5 pedone del nero · b5 donna del bianco · c5 pedone del bianco · a4 torre del nero · b4 pedone del bianco · h4 alfiere del nero · d3 alfiere del bianco · g3 torre del bianco · f2 cavallo del nero · g2 re del bianco | c8 re del nero · h8 torre del nero · b7 pedone del nero · d7 pedone del nero · d6 alfiere del bianco · e6 cavallo del bianco · a5 pedone del nero · b5 donna del bianco · c5 pedone del bianco · a4 torre del nero · b4 pedone del bianco · h4 alfiere del nero · d3 alfiere del bianco · g3 torre del bianco · f2 cavallo del nero · g2 re del bianco | c8 re del nero · h8 torre del nero · b7 pedone del nero · d7 pedone del nero · d6 alfiere del bianco · e6 cavallo del bianco · a5 pedone del nero · b5 donna del bianco · c5 pedone del bianco · a4 torre del nero · b4 pedone del bianco · h4 alfiere del nero · d3 alfiere del bianco · g3 torre del bianco · f2 cavallo del nero · g2 re del bianco | c8 re del nero · h8 torre del nero · b7 pedone del nero · d7 pedone del nero · d6 alfiere del bianco · e6 cavallo del bianco · a5 pedone del nero · b5 donna del bianco · c5 pedone del bianco · a4 torre del nero · b4 pedone del bianco · h4 alfiere del nero · d3 alfiere del bianco · g3 torre del bianco · f2 cavallo del nero · g2 re del bianco | c8 re del nero · h8 torre del nero · b7 pedone del nero · d7 pedone del nero · d6 alfiere del bianco · e6 cavallo del bianco · a5 pedone del nero · b5 donna del bianco · c5 pedone del bianco · a4 torre del nero · b4 pedone del bianco · h4 alfiere del nero · d3 alfiere del bianco · g3 torre del bianco · f2 cavallo del nero · g2 re del bianco | c8 re del nero · h8 torre del nero · b7 pedone del nero · d7 pedone del nero · d6 alfiere del bianco · e6 cavallo del bianco · a5 pedone del nero · b5 donna del bianco · c5 pedone del bianco · a4 torre del nero · b4 pedone del bianco · h4 alfiere del nero · d3 alfiere del bianco · g3 torre del bianco · f2 cavallo del nero · g2 re del bianco | c8 re del nero · h8 torre del nero · b7 pedone del nero · d7 pedone del nero · d6 alfiere del bianco · e6 cavallo del bianco · a5 pedone del nero · b5 donna del bianco · c5 pedone del bianco · a4 torre del nero · b4 pedone del bianco · h4 alfiere del nero · d3 alfiere del bianco · g3 torre del bianco · f2 cavallo del nero · g2 re del bianco | c8 re del nero · h8 torre del nero · b7 pedone del nero · d7 pedone del nero · d6 alfiere del bianco · e6 cavallo del bianco · a5 pedone del nero · b5 donna del bianco · c5 pedone del bianco · a4 torre del nero · b4 pedone del bianco · h4 alfiere del nero · d3 alfiere del bianco · g3 torre del bianco · f2 cavallo del nero · g2 re del bianco | 4 |
| 3 | c8 re del nero · h8 torre del nero · b7 pedone del nero · d7 pedone del nero · d6 alfiere del bianco · e6 cavallo del bianco · a5 pedone del nero · b5 donna del bianco · c5 pedone del bianco · a4 torre del nero · b4 pedone del bianco · h4 alfiere del nero · d3 alfiere del bianco · g3 torre del bianco · f2 cavallo del nero · g2 re del bianco | c8 re del nero · h8 torre del nero · b7 pedone del nero · d7 pedone del nero · d6 alfiere del bianco · e6 cavallo del bianco · a5 pedone del nero · b5 donna del bianco · c5 pedone del bianco · a4 torre del nero · b4 pedone del bianco · h4 alfiere del nero · d3 alfiere del bianco · g3 torre del bianco · f2 cavallo del nero · g2 re del bianco | c8 re del nero · h8 torre del nero · b7 pedone del nero · d7 pedone del nero · d6 alfiere del bianco · e6 cavallo del bianco · a5 pedone del nero · b5 donna del bianco · c5 pedone del bianco · a4 torre del nero · b4 pedone del bianco · h4 alfiere del nero · d3 alfiere del bianco · g3 torre del bianco · f2 cavallo del nero · g2 re del bianco | c8 re del nero · h8 torre del nero · b7 pedone del nero · d7 pedone del nero · d6 alfiere del bianco · e6 cavallo del bianco · a5 pedone del nero · b5 donna del bianco · c5 pedone del bianco · a4 torre del nero · b4 pedone del bianco · h4 alfiere del nero · d3 alfiere del bianco · g3 torre del bianco · f2 cavallo del nero · g2 re del bianco | c8 re del nero · h8 torre del nero · b7 pedone del nero · d7 pedone del nero · d6 alfiere del bianco · e6 cavallo del bianco · a5 pedone del nero · b5 donna del bianco · c5 pedone del bianco · a4 torre del nero · b4 pedone del bianco · h4 alfiere del nero · d3 alfiere del bianco · g3 torre del bianco · f2 cavallo del nero · g2 re del bianco | c8 re del nero · h8 torre del nero · b7 pedone del nero · d7 pedone del nero · d6 alfiere del bianco · e6 cavallo del bianco · a5 pedone del nero · b5 donna del bianco · c5 pedone del bianco · a4 torre del nero · b4 pedone del bianco · h4 alfiere del nero · d3 alfiere del bianco · g3 torre del bianco · f2 cavallo del nero · g2 re del bianco | c8 re del nero · h8 torre del nero · b7 pedone del nero · d7 pedone del nero · d6 alfiere del bianco · e6 cavallo del bianco · a5 pedone del nero · b5 donna del bianco · c5 pedone del bianco · a4 torre del nero · b4 pedone del bianco · h4 alfiere del nero · d3 alfiere del bianco · g3 torre del bianco · f2 cavallo del nero · g2 re del bianco | c8 re del nero · h8 torre del nero · b7 pedone del nero · d7 pedone del nero · d6 alfiere del bianco · e6 cavallo del bianco · a5 pedone del nero · b5 donna del bianco · c5 pedone del bianco · a4 torre del nero · b4 pedone del bianco · h4 alfiere del nero · d3 alfiere del bianco · g3 torre del bianco · f2 cavallo del nero · g2 re del bianco | 3 |
| 2 | c8 re del nero · h8 torre del nero · b7 pedone del nero · d7 pedone del nero · d6 alfiere del bianco · e6 cavallo del bianco · a5 pedone del nero · b5 donna del bianco · c5 pedone del bianco · a4 torre del nero · b4 pedone del bianco · h4 alfiere del nero · d3 alfiere del bianco · g3 torre del bianco · f2 cavallo del nero · g2 re del bianco | c8 re del nero · h8 torre del nero · b7 pedone del nero · d7 pedone del nero · d6 alfiere del bianco · e6 cavallo del bianco · a5 pedone del nero · b5 donna del bianco · c5 pedone del bianco · a4 torre del nero · b4 pedone del bianco · h4 alfiere del nero · d3 alfiere del bianco · g3 torre del bianco · f2 cavallo del nero · g2 re del bianco | c8 re del nero · h8 torre del nero · b7 pedone del nero · d7 pedone del nero · d6 alfiere del bianco · e6 cavallo del bianco · a5 pedone del nero · b5 donna del bianco · c5 pedone del bianco · a4 torre del nero · b4 pedone del bianco · h4 alfiere del nero · d3 alfiere del bianco · g3 torre del bianco · f2 cavallo del nero · g2 re del bianco | c8 re del nero · h8 torre del nero · b7 pedone del nero · d7 pedone del nero · d6 alfiere del bianco · e6 cavallo del bianco · a5 pedone del nero · b5 donna del bianco · c5 pedone del bianco · a4 torre del nero · b4 pedone del bianco · h4 alfiere del nero · d3 alfiere del bianco · g3 torre del bianco · f2 cavallo del nero · g2 re del bianco | c8 re del nero · h8 torre del nero · b7 pedone del nero · d7 pedone del nero · d6 alfiere del bianco · e6 cavallo del bianco · a5 pedone del nero · b5 donna del bianco · c5 pedone del bianco · a4 torre del nero · b4 pedone del bianco · h4 alfiere del nero · d3 alfiere del bianco · g3 torre del bianco · f2 cavallo del nero · g2 re del bianco | c8 re del nero · h8 torre del nero · b7 pedone del nero · d7 pedone del nero · d6 alfiere del bianco · e6 cavallo del bianco · a5 pedone del nero · b5 donna del bianco · c5 pedone del bianco · a4 torre del nero · b4 pedone del bianco · h4 alfiere del nero · d3 alfiere del bianco · g3 torre del bianco · f2 cavallo del nero · g2 re del bianco | c8 re del nero · h8 torre del nero · b7 pedone del nero · d7 pedone del nero · d6 alfiere del bianco · e6 cavallo del bianco · a5 pedone del nero · b5 donna del bianco · c5 pedone del bianco · a4 torre del nero · b4 pedone del bianco · h4 alfiere del nero · d3 alfiere del bianco · g3 torre del bianco · f2 cavallo del nero · g2 re del bianco | c8 re del nero · h8 torre del nero · b7 pedone del nero · d7 pedone del nero · d6 alfiere del bianco · e6 cavallo del bianco · a5 pedone del nero · b5 donna del bianco · c5 pedone del bianco · a4 torre del nero · b4 pedone del bianco · h4 alfiere del nero · d3 alfiere del bianco · g3 torre del bianco · f2 cavallo del nero · g2 re del bianco | 2 |
| 1 | c8 re del nero · h8 torre del nero · b7 pedone del nero · d7 pedone del nero · d6 alfiere del bianco · e6 cavallo del bianco · a5 pedone del nero · b5 donna del bianco · c5 pedone del bianco · a4 torre del nero · b4 pedone del bianco · h4 alfiere del nero · d3 alfiere del bianco · g3 torre del bianco · f2 cavallo del nero · g2 re del bianco | c8 re del nero · h8 torre del nero · b7 pedone del nero · d7 pedone del nero · d6 alfiere del bianco · e6 cavallo del bianco · a5 pedone del nero · b5 donna del bianco · c5 pedone del bianco · a4 torre del nero · b4 pedone del bianco · h4 alfiere del nero · d3 alfiere del bianco · g3 torre del bianco · f2 cavallo del nero · g2 re del bianco | c8 re del nero · h8 torre del nero · b7 pedone del nero · d7 pedone del nero · d6 alfiere del bianco · e6 cavallo del bianco · a5 pedone del nero · b5 donna del bianco · c5 pedone del bianco · a4 torre del nero · b4 pedone del bianco · h4 alfiere del nero · d3 alfiere del bianco · g3 torre del bianco · f2 cavallo del nero · g2 re del bianco | c8 re del nero · h8 torre del nero · b7 pedone del nero · d7 pedone del nero · d6 alfiere del bianco · e6 cavallo del bianco · a5 pedone del nero · b5 donna del bianco · c5 pedone del bianco · a4 torre del nero · b4 pedone del bianco · h4 alfiere del nero · d3 alfiere del bianco · g3 torre del bianco · f2 cavallo del nero · g2 re del bianco | c8 re del nero · h8 torre del nero · b7 pedone del nero · d7 pedone del nero · d6 alfiere del bianco · e6 cavallo del bianco · a5 pedone del nero · b5 donna del bianco · c5 pedone del bianco · a4 torre del nero · b4 pedone del bianco · h4 alfiere del nero · d3 alfiere del bianco · g3 torre del bianco · f2 cavallo del nero · g2 re del bianco | c8 re del nero · h8 torre del nero · b7 pedone del nero · d7 pedone del nero · d6 alfiere del bianco · e6 cavallo del bianco · a5 pedone del nero · b5 donna del bianco · c5 pedone del bianco · a4 torre del nero · b4 pedone del bianco · h4 alfiere del nero · d3 alfiere del bianco · g3 torre del bianco · f2 cavallo del nero · g2 re del bianco | c8 re del nero · h8 torre del nero · b7 pedone del nero · d7 pedone del nero · d6 alfiere del bianco · e6 cavallo del bianco · a5 pedone del nero · b5 donna del bianco · c5 pedone del bianco · a4 torre del nero · b4 pedone del bianco · h4 alfiere del nero · d3 alfiere del bianco · g3 torre del bianco · f2 cavallo del nero · g2 re del bianco | c8 re del nero · h8 torre del nero · b7 pedone del nero · d7 pedone del nero · d6 alfiere del bianco · e6 cavallo del bianco · a5 pedone del nero · b5 donna del bianco · c5 pedone del bianco · a4 torre del nero · b4 pedone del bianco · h4 alfiere del nero · d3 alfiere del bianco · g3 torre del bianco · f2 cavallo del nero · g2 re del bianco | 1 |
|   | a | b | c | d | e | f | g | h |   |

Soluzione:
1. Cd8!  (min. 2. Dxb7+ Rxd8 3. Da8#)
1. ...Axd8  2. Dc6+!!  bxc6  3. Aa6#

  (2...dxc6 3. Af5#)
1. ...Rxd8  2. Db6+  Re8  3. Ag6#